# UMC (компьютер)

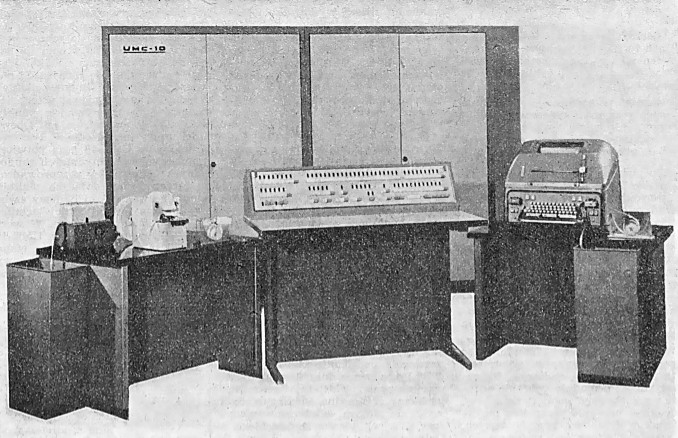
UMC-10

UMC (пол. Uniwersalna Maszyna Cyfrowa, рус. Универсальная цифровая машина) — семейство компьютеров, производившееся на «Вроцлавском электронном предприятии Mera-Elwro» (польск.) (англ.) начиная с 1962 года.
Семейство состояло из лампового компьютера UMC-1 и транзисторного UMC-10.
Компьютеры UMC использовали нега-позиционную систему исчисления (с основанием −2), изобретенную профессором Здзиславом Павляком (Zdzisław Pawlak).